# Пекарі звичайний
Пекарі звичайний, або Таясу звичайний (Tayassu pecari) — вид ссавців родини Пекарієві з підряду Свиновиді (Suimorpha) ряду Оленеподібні (Cerviformes).

## Назва та етимологія
За зоологічним словником О. Маркевича й К. Татарка (1983: с. 221) назва роду Tayassu українською — «Пекарі». Tayassu (на тупі, корінній мові в Бразилії) служить для позначення членів родини Tayassuidae та диких свиней. Пекарі (мова гуарані), в строгому сенсі означає «лісові сліди».

## Середовище проживання
Країни проживання: Аргентина, Беліз, Болівія, Бразилія, Колумбія, Коста-Рика, Еквадор, Французька Гвіана, Гватемала, Гаяна, Гондурас, Мексика, Нікарагуа, Панама, Парагвай, Перу, Суринам, Венесуела.
Мешкають в неотропічній області від південної Мексики через Центральну Америку до північної Аргентини та півдня Бразилії. 60 % цього виду населяє вологі тропічні ліси. Тим не менше вони мешкають також у вологих і сухих луках і лісах, ксерофітних таких областях, сухих тропічних лісах і прибережних мангрових лісах. Займають висотний діапазон від рівня моря до 1900 м на східних схилах Анд.

## Морфологія
Морфометрія. довжина голови й тіла: 950—1100 мм, довжина хвоста: 28—56 мм, довжина задніх ступнів: 210—230 мм, довжина вух: 80—90 мм, висота в плечах: 500—600, вага: 25—45 кг.
Опис. Хутро довге і густе. Має чорний колір рівномірний по всьому тілу, але він може бути з коричневим відтінком, за винятком підборіддя, області навколо кутів рота і низу щік, де колір білуватий. Вентральна область, в тому числі черево, груди та внутрішні сторони ніг світліші, ніж спина і боки. Потомство має сиве волосся і червоний колір часто змішуються з темною смугою в середній лінії спини. У молоді, білі плями на горлі можуть бути чи ні. Має гребінь довгого волосся, що починається між очима і триває до середньої лінії спини. Він має маленькі вуха з короткими волосками. Наявні залози на спині, які пов'язані з соціальною поведінкою, тому що через них виводяться токсини та жир, які дозволяють позначити свою територію
Зубна формула: I 2/3, C 1/1, P 3/3, M 3/3 = 38 зубів.

## Стиль життя
Будучи всеїдними, вони, як правило, сильно плодоїдні. Їхній раціон складається в основному з фруктів, насіння і коріння, але раціон доповнюють також безхребетні, дрібні хребетні, гриби і падло. Вони харчуються бл. 144 видами рослин, що належать до 36 родин і відіграють важливу роль в екології Неотропічного лісу як основний розповсюджувач насіння.
Їхні стада часто перевищують 100 особин, хоча групи всього лише від 5 до більш ніж 200 особин також спостерігалися. Тварина ця денна, хоча деяку діяльність може здійснювати у нічний час. Під час вигодовування дітей може бути досить агресивним з іншими членами зграї. Часто переміщаються на великі відстані протягом дня (до 10 км), залишаючи за собою затхлий запах і стоптану та перемішану землю. Він також хороший плавець і може перетинати великі річки з відносною легкістю.
Сімейна група має домінантного самця, який не дозволяє доступу інших самців. Самці відкидають вступ додаткових самиць у стадо. Самиці досягають статевої зрілості у віці двох років і можуть злучатися з кількома самцями й до двох дитинчат можуть народити після вагітності терміном до 162 днів.